# NGC 6018
NGC 6018 (другие обозначения — UGC 10101, MCG 3-41-6, ZWG 108.16, IRAS15551+1600, PGC 56481) — галактика в созвездии Змея.
Этот объект входит в число перечисленных в оригинальной редакции «Нового общего каталога».